# Andrzej Krajewski
Andrzej Krajewski (Andre de Krayewski; Poznań, 1933. június 20. – Newark, 2018. április 10.) lengyel festő és grafikus, filmes és színházi plakátok alkotója. Több mint fél évszázados pályafutásával a saját art déco és pop-art stílusában készített festményeket.

## Élete
A Wrocławi Képzőművészeti Gimnáziumban érettségizett, majd a wrocławi Képzőművészeti Akadémián kezdte a tanulmányait, de onnan kizárták. Végül 1958 és 1963 között a Varsói Képzőművészeti Akadémián tanult, ahol Henryk Tomaszewski stúdiójában végzett. Festészetet Wojciech Fangornál tanult. Ezután alkalmazott grafikával foglalkozott, pl. több száz filmes, színházi és társadalmi plakátot tervezett. Több tucat könyvborító szerzője is, többek között dolgozott az Országos Kiadói Intézet részére. 1961 és 1985 között együttműködött a Nemzeti Mezőgazdasági és Erdészeti Kiadóval. Rajzokat publikált a Jazz és a Za i Again folyóiratban (utóbbiban 1957-ben, Jacek Łukasiewiczcal együtt).
Kezdetben pop-art stílusában alkotott, a hetvenes évektől pedig art déco stílusban festett képeket. 1985-től New Jersey-ben élt és dolgozott. Az Amerikai Egyesült Államokban ő volt az 1997-es Panasonic Jazz Fesztivál hivatalos művésze, és megfestette a New York-i Filmakadémia festményét.
2007-ben visszatért a lengyel színházi előadások plakátjainak tervezéséhez. 2010-ben megjelentette a Skyliner (A látóhatár) című regényét, amelyet 2015-ben képregényként is kiadott.
Munkáit kiállították a varsói Nemzetközi Plakát Biennálén, az oszakai Illusztrációs Biennálén, valamint Londonban, Helsinkiben, Stockholmban, Párizsban és Tokióban.

## Fordítás
- Ez a szócikk részben vagy egészben  az   Andrzej Krajewski (grafik) című lengyel Wikipédia-szócikk ezen változatának fordításán alapul.  Az eredeti cikk szerkesztőit annak laptörténete sorolja fel. Ez a jelzés csupán a megfogalmazás eredetét és a szerzői jogokat jelzi, nem szolgál a cikkben szereplő információk forrásmegjelöléseként.